# Coryphantha vogtherriana
Coryphantha vogtherriana är en kaktusväxtart som beskrevs av Erich Werdermann och Boed.. Coryphantha vogtherriana ingår i släktet Coryphantha, och familjen kaktusväxter. Inga underarter finns listade i Catalogue of Life.

## Bildgalleri

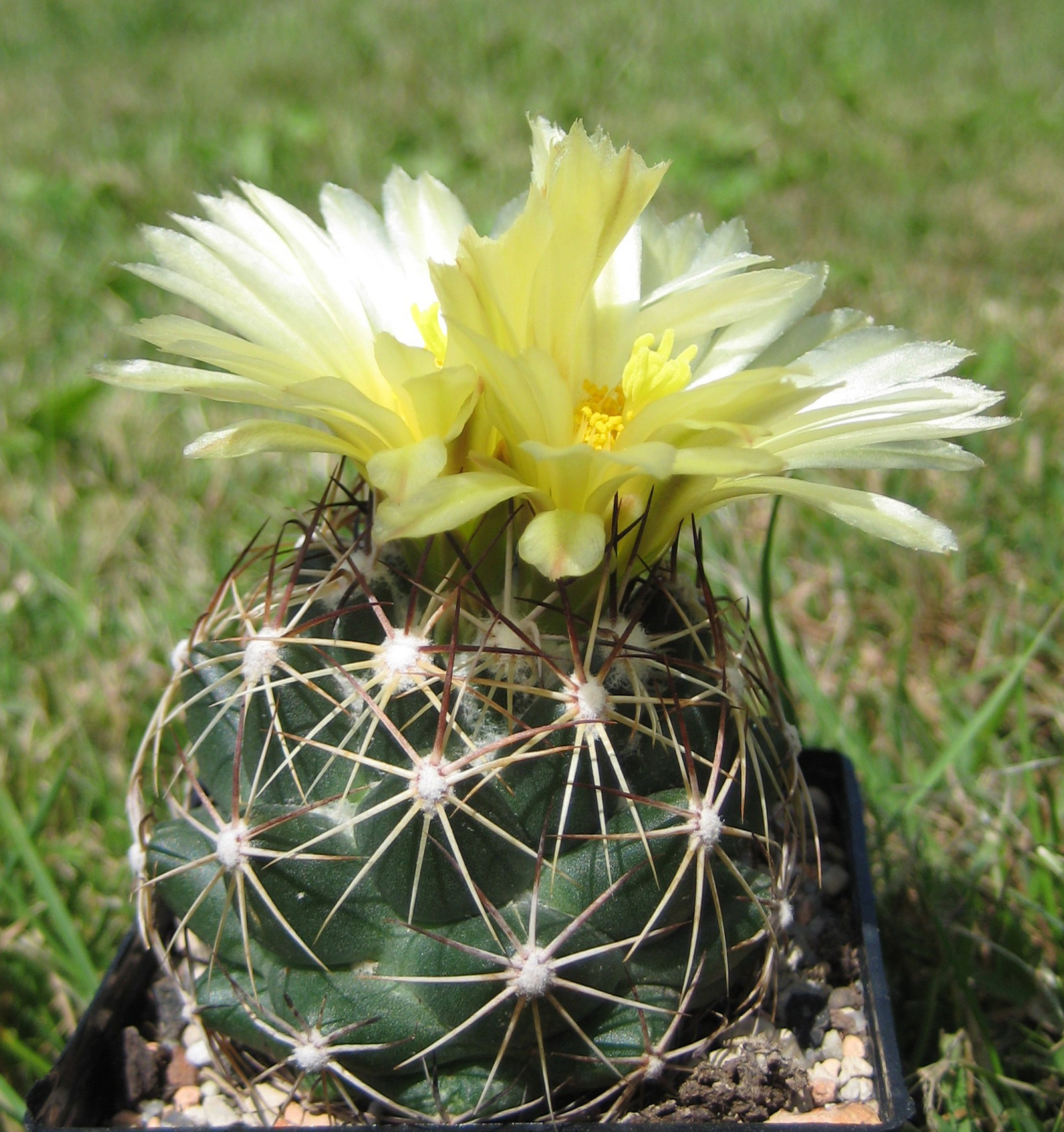